# Comme à la maison (tournée)
Pour les articles homonymes, voir Comme à la maison.
 (mai 2011).
Si vous disposez d'ouvrages ou d'articles de référence ou si vous connaissez des sites web de qualité traitant du thème abordé ici, merci de compléter l'article en donnant les références utiles à sa vérifiabilité et en les liant à la section « Notes et références ».
Comme à la maison est la tournée acoustique 2008 de Christophe Maé qui comporte 24 concerts[réf. nécessaire].

## Dates et lieux des concerts[réf.nécessaire]
| Numéro | Date              | Ville         | Pays     | Salle              |
| ------ | ----------------- | ------------- | -------- | ------------------ |
| 1      | 1er novembre 2008 | Lille         | France   | Zénith             |
| 2      | 2 novembre 2008   | Rouen         | France   | Zénith             |
| 3      | 3 novembre 2008   | Le Mans       | France   | Antarès            |
| 4      | 6 novembre 2008   | Paris         | France   | Palais des Sports  |
| 5      | 7 novembre 2008   | Paris         | France   | Palais des Sports  |
| 6      | 8 novembre 2008   | Paris         | France   | Palais des Sports  |
| 7      | 9 novembre 2008   | Paris         | France   | Palais des Sports  |
| 8      | 10 novembre 2008  | Paris         | France   | Palais des Sports  |
| 9      | 12 novembre 2008  | Caen          | France   | Zénith             |
| 10     | 13 novembre 2008  | Orléans       | France   | Zénith             |
| 11     | 14 novembre 2008  | Saint-Étienne | France   | Zénith             |
| 12     | 15 novembre 2008  | Grenoble      | France   | Le Summum          |
| 13     | 19 novembre 2008  | Bruxelles     | Belgique | Forest National    |
| 14     | 20 novembre 2008  | Bruxelles     | Belgique | Forest National    |
| 15     | 21 novembre 2008  | Besançon      | France   | Micropolis         |
| 16     | 22 novembre 2008  | Metz          | France   | Arènes             |
| 17     | 26 novembre 2008  | Lyon          | France   | Halle Tony Garnier |
| 18     | 27 novembre 2008  | Marseille     | France   | Le Dôme            |
| 19     | 28 novembre 2008  | Montpellier   | France   | Zénith             |
| 20     | 29 novembre 2008  | Nice          | France   | Palais Nikaïa      |
| 21     | 2 décembre 2008   | Nantes        | France   | Zénith             |
| 22     | 3 décembre 2008   | Talence       | France   | La Médoquine       |
| 23     | 4 décembre 2008   | Toulouse      | France   | Zénith             |
| 24     | 5 décembre 2008   | Toulon        | France   | Zénith             |